# Cyathodium
Cyathodium es un género de musgos hepáticas de la familia Targioniaceae. Comprende 13 especies descritas y de estas, solo 8 aceptadas.

## Taxonomía
El género fue descrito por Kunze ex Lehm.   y publicado en Novarum et Minus Cognitarum Stirpium Pugillus 6: 17. 1834  La especie tipo es: Cyathodium cavernarum Kunze	

## Especies aceptadas
- Cyathodium africanum Mitt.
- Cyathodium aureonitens (Griff.) Mitt.
- Cyathodium bischlerianum N. Salazar
- Cyathodium cavernarum Kunze
- Cyathodium indicum Udar & S.R. Singh
- Cyathodium mehranum D.K. Singh
- Cyathodium smaragdinum Schiffner ex Keissl.
- Cyathodium tuberculatum Udar & D.K. Singh